# Pandemic (társasjáték)
A Pandemic egy együttműködésre épülő társasjáték, melyet Matt Leacock alkotott meg és a Z-Man Games kiadó jelentetett meg 2008-ban.
A Pandemic arra az alapszituációra épül, hogy négy betegség tört ki a világban, melyek mindegyike egy-egy régió teljes pusztulásával fenyeget. A játékot 2-4 játékos játszhatja, ahol mindegyikük egy-egy specialista – diszpécser, orvos, tudós, kutató, vagy műveleti tiszt – szerepét veszi fel. A játék eltér más társasjátékoktól abban, hogy együttműködésre épül a versengés helyett. A cél az, hogy a játékosok együttes erőfeszítése révén megtalálják a gyógymódot a betegségek ellen, mielőtt a játék elvesztését jelentő valamely körülmény bekövetkezik.

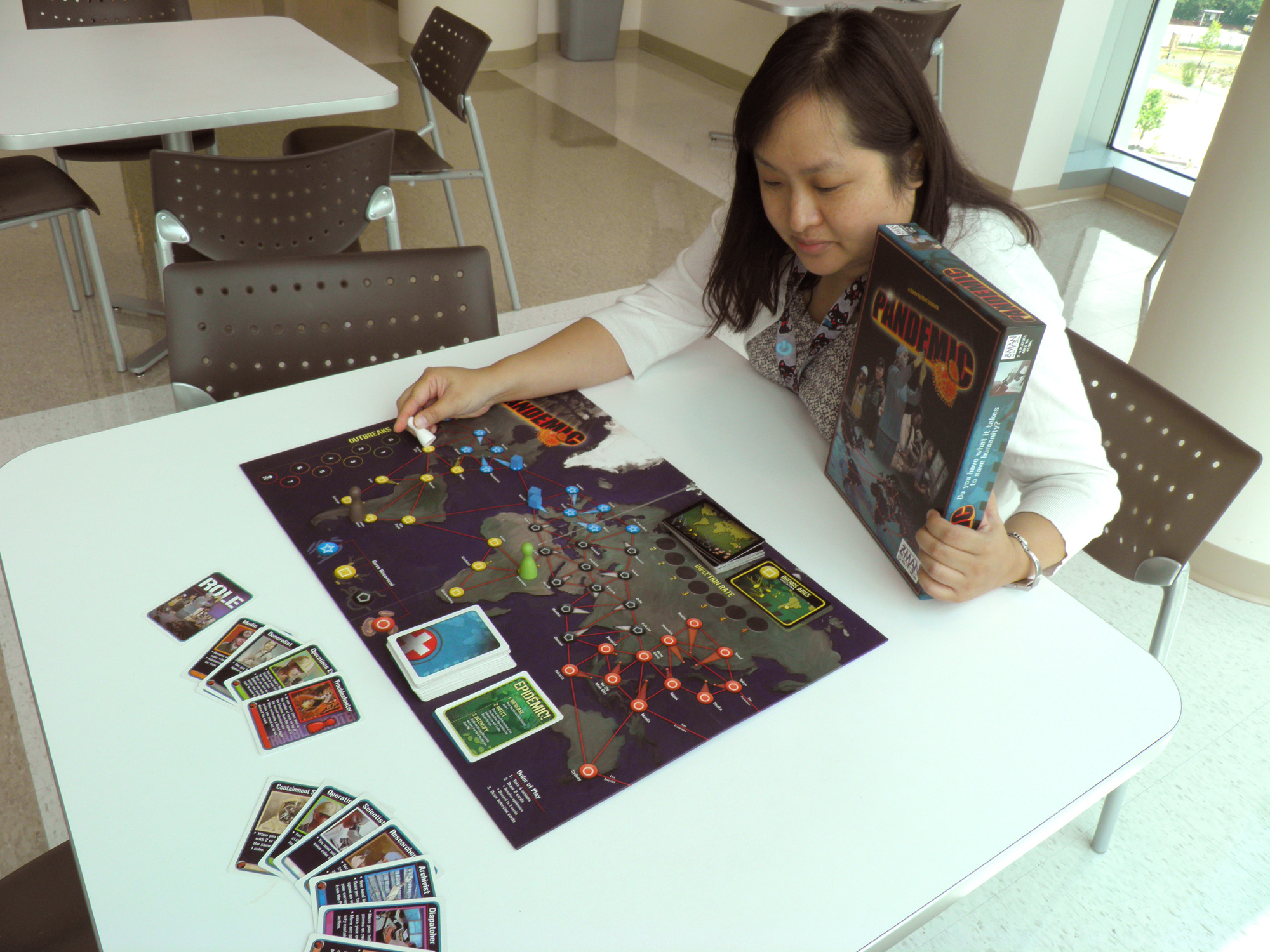
A játék felállítva
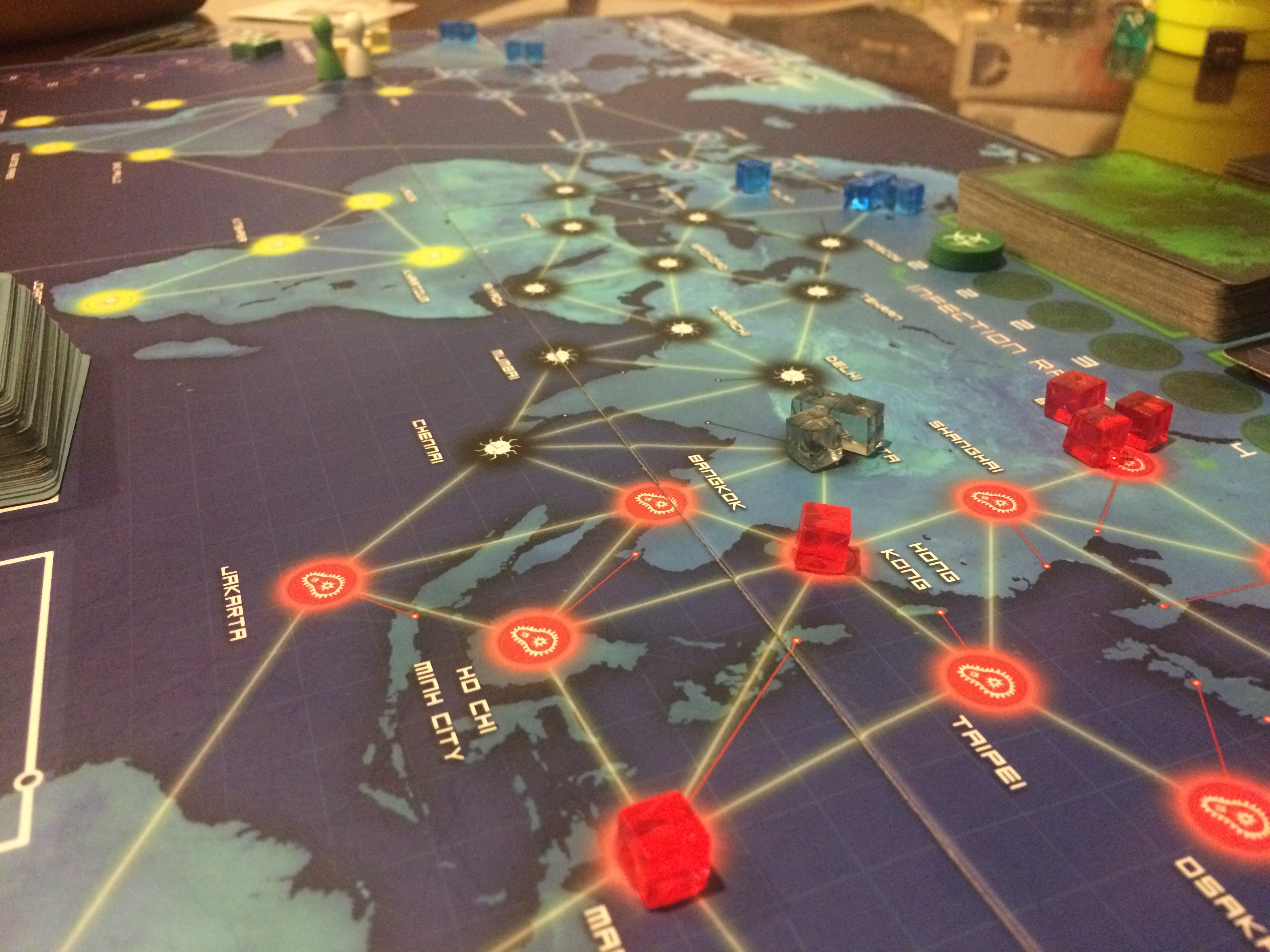
Egy játék menet közben

## Fordítás
Ez a szócikk részben vagy egészben  a   Pandemic (board game) című angol Wikipédia-szócikk ezen változatának fordításán alapul.  Az eredeti cikk szerkesztőit annak laptörténete sorolja fel. Ez a jelzés csupán a megfogalmazás eredetét és a szerzői jogokat jelzi, nem szolgál a cikkben szereplő információk forrásmegjelöléseként.